# Rip Taylor
Pour les articles homonymes, voir Taylor.
Rip Taylor, nom de scène de Charles Elmer Taylor, né le 13 janvier 1935 à Washington et mort le 6 octobre 2019 à Los Angeles, est un humoriste et acteur américain.

## Biographie
Rip Taylor participe à la guerre de Corée dans les communications. Il entame ensuite une carrière d'humoriste de stand-up à Las Vegas. Il se distingue par sa personnalité exubérante, ses costumes criards, sa moustache, sa perruque et son utilisation d'objets divers lors de ses sketches. Il devient célèbre dans les années 1960 et 1970 en apparaissant régulièrement dans des jeux télévisés et des talk shows,. Il a son étoile sur le Walk of Fame depuis le 15 octobre 1992.
Rip Taylor est mort chez lui à Beverly Hills en Californie le 6 octobre 2019 à l'âge de 84 ans, des suites d'une crise d'épilepsie,.

## Filmographie

### Cinéma
- 1987 : Cheeseburger film sandwich : lui-même
- 1990 : La Bande à Picsou, le film : Le Trésor de la lampe perdue : le Génie (voix)
- 1992 : Tom et Jerry, le film : le capitaine Kiddie (voix)
- 1992 : Maman, j'ai encore raté l'avion ! : une célébrité
- 1993 : Proposition indécente : Mr Langford
- 1993 : Wayne's World 2 : lui-même
- 1994 : Le Silence des jambons : Mr Laurel
- 2002 : Jackass, le film : lui-même
- 2003 : Alex et Emma : le père de Polina
- 2010 : Jackass 3 : lui-même

### Télévision
- 1968 : Les Monkees (série télévisée, saison 2 épisode 26) : Wizard Glick
- 1977 : The Brady Bunch (série télévisée, 8 épisodes) : Jack Merrill
- 1979 : Scooby-Doo à Hollywood (téléfilm) : C. J. (voix)
- 1989 : Santa Barbara (série télévisée, 2 épisodes) : Sydney Larkin
- 1992-1993 : La Famille Addams (série télévisée, 21 épisodes) : Oncle Fétide (voix)
- 1995 : Une fille à scandales (série télévisée, saison 1 épisode 5) : Jack Judkins
- 2004 : Will et Grace (série télévisée, saison 7 épisode 9) : lui-même
- 2006 : La Vie de palace de Zack et Cody (série télévisée, saison 2 épisode 25) : Leo
- 2006-2008 : Kuzco, un empereur à l'école (série télévisée, 17 épisodes) : le gardien des archives royales